# Roma San Pietro
Roma San Pietro (wł: Stazione di Roma San Pietro) – stacja kolejowa w Rzymie, w regionie Lacjum, we Włoszech. Stacja znajduje się w pobliżu Watykanu. Posiada 3 perony.
Otwarta wzdłuż linii do Viterbo 29 kwietnia 1894. Dzięki budowie nowej trasy do Pizy w 1990, stacja przeszła znaczące zmiany: zwiększono liczbę torów, linia została zelektryfikowana i zbudowany wiadukt. Wraz z pojawieniem się jubileuszu roku 2000 i ponowne otwarcie linii do Viterbo, perony zostały podwyższone i zbudowano dwie windy.